# 卓越置業

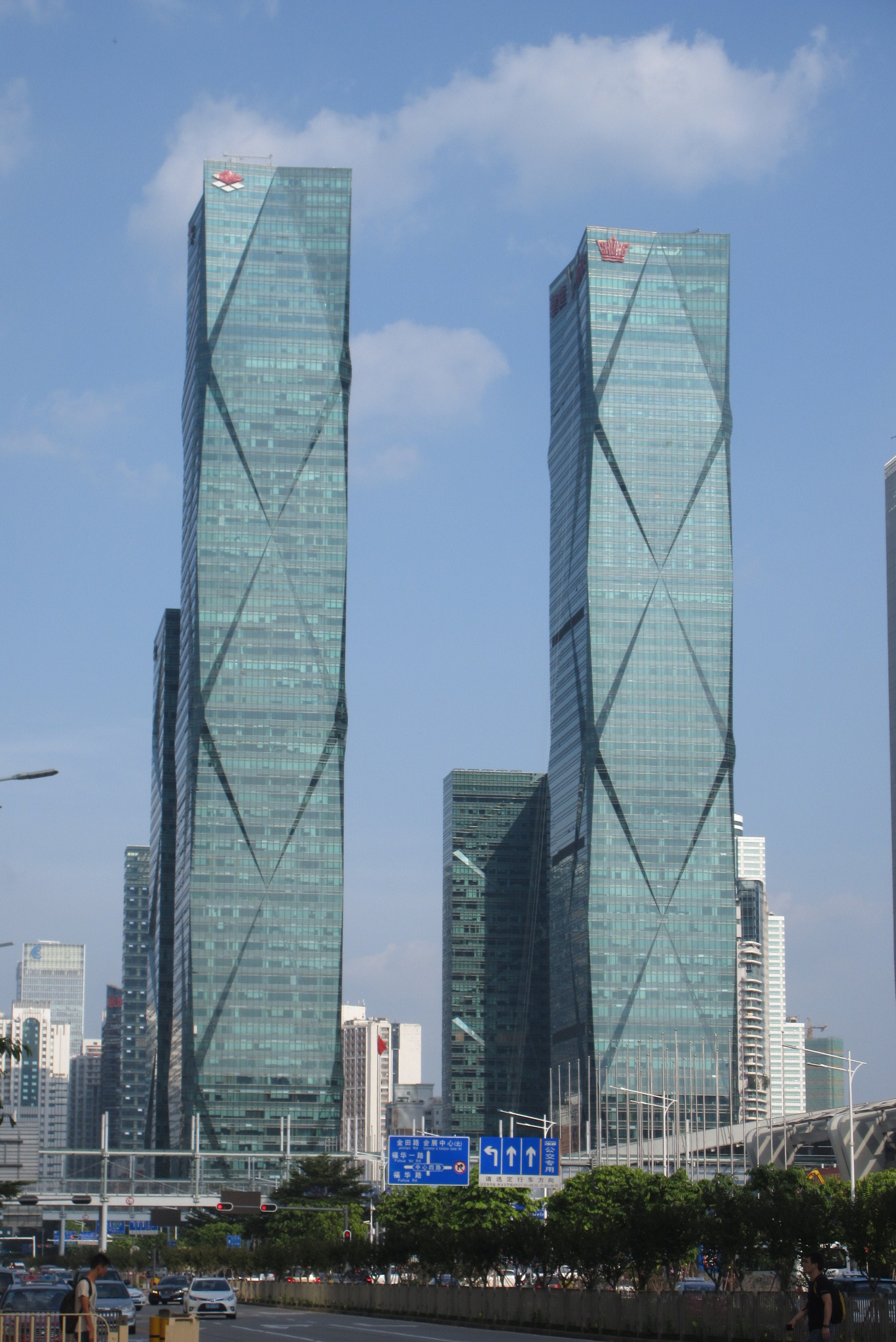
卓越世纪中心

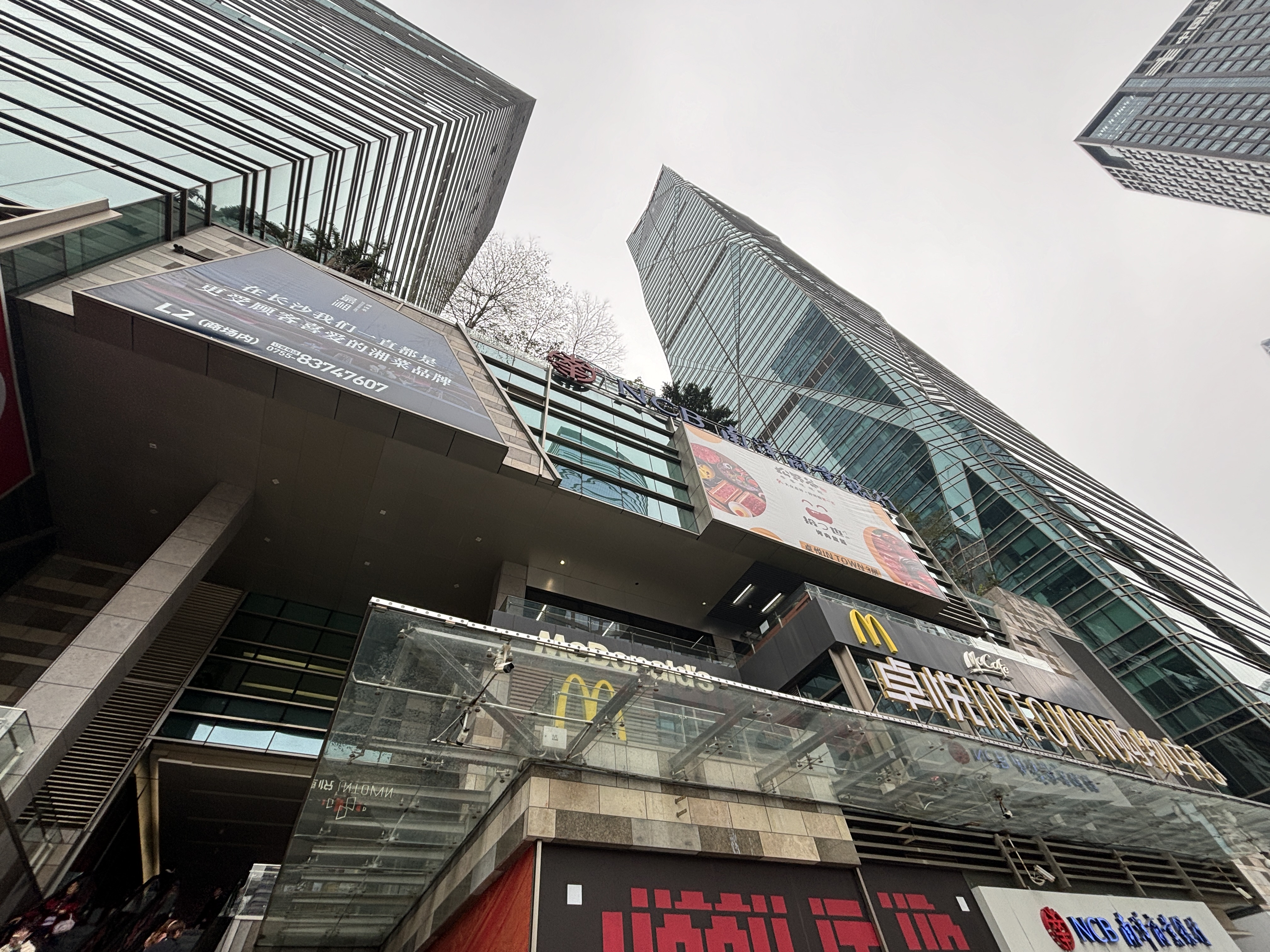
福田卓悦INTOWN购物中心

卓越置業集團有限公司是一家中國的房地產開發公司，於1996年成立，主要業務是在深圳發展住宅及商業物業。
2009年10月，卓越置業香港進行招股，計劃集資最多78億港元，並引入中國人壽及平安保險為基礎投資者。其後，卓越置業因市況不佳放棄上市計劃。
2013年7月，卓越置業以總價近124億元人民幣投得兩幅前海桂灣片區的地皮。